# 大西洋卢瓦尔省公路网

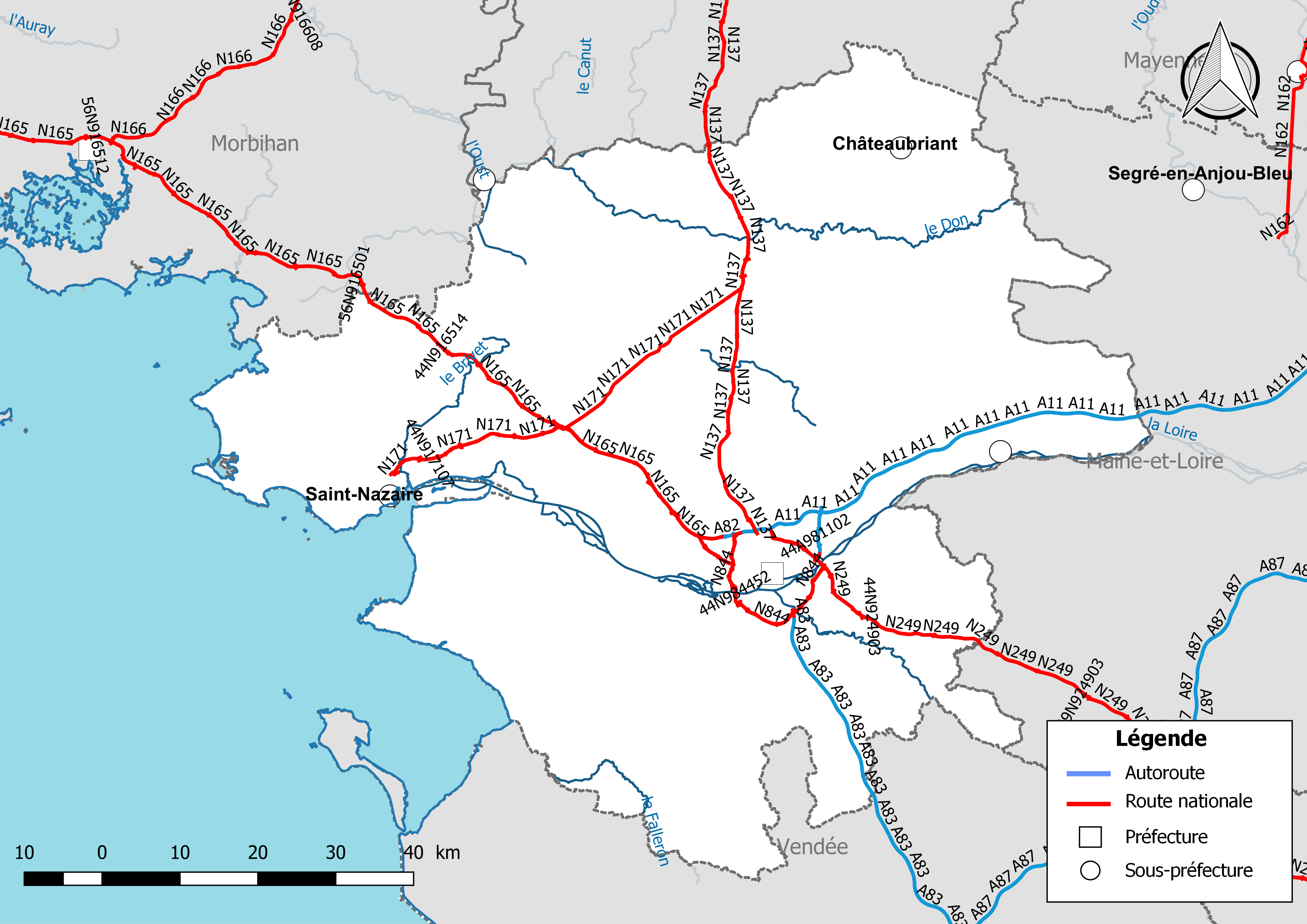
大西洋卢瓦尔省公路网

大西洋卢瓦尔省公路网是法国大西洋卢瓦尔省境内公路设施的统称。截至2020年7月，大西洋卢瓦尔省境内共有高速公路91公里，国道230公里，省道4359公里以及其它公路15341公里。

## 历史
大西洋卢瓦尔省的第一条公路出现于18世纪末，最初仅供马车行驶，工业革命后开始出现机动车辆。1930年，大西洋卢瓦尔省境内的公路系统进行了统一编号。1930年、1972年和2006年，大西洋卢瓦尔省境内的法国国道系统进行了三次大规模拆分，其中大西洋卢瓦尔省境内的多条国道改为省道，并重新编号。
|          | 2002  | 2003  | 2004  | 2005  | 2006  | 2007  | 2008  | 2009  | 2010  | 2011  | 2012  | 2013  | 2014  | 2015  | 2016  | 2017  |
| -------- | ----- | ----- | ----- | ----- | ----- | ----- | ----- | ----- | ----- | ----- | ----- | ----- | ----- | ----- | ----- | ----- |
| 高速公路 | 99    | 99    | 91    | 90    | 91    | 91    | 91    | 91    | 91    | 91    | 91    | 91    | 91    | 91    | 91    | 91    |
| 国道     | 398   | 398   | 407   | 244   | 253   | 242   | 235   | 234   | 230   | 230   | 230   | 230   | 230   | 230   | 230   | 230   |
| 省道     | 4401  | 4474  | 4479  | 4377  | 4494  | 4448  | 4444  | 4444  | 4460  | 4460  | 4680  | 4653  | 4643  | 4640  | 4645  | 4359  |
| 其它道路 | 11628 | 11708 | 11696 | 11754 | 11792 | 12102 | 12102 | 12449 | 12472 | 12472 | 12624 | 13101 | 13101 | 13433 | 14364 | 15341 |
| 总计     | 16526 | 16679 | 16673 | 16465 | 16630 | 16883 | 16872 | 17218 | 17253 | 17253 | 17625 | 18075 | 18065 | 18394 | 19330 | 20021 |

## 路网

### 高速公路
- 法国A11号高速公路（大西洋卢瓦尔省境内全长约54公里，共设有4个出入口和3个互通式立交桥）
- 法国A83号高速公路（大西洋卢瓦尔省境内全长约26公里，共设有2个出入口和2个互通式立交桥）
- 法国A811号高速公路（大西洋卢瓦尔省境内全长约6公里，共设有2个出入口和2个互通式立交桥）
- 法国A844号高速公路（大西洋卢瓦尔省境内全长约5公里，共设有1个出入口和2个互通式立交桥）

### 国道
- 法国国道N137线（法语：Route nationale 137），大西洋卢瓦尔省境内全长约53.7公里。
- 法国国道N165线（法语：Route nationale 165），大西洋卢瓦尔省境内全长约58公里。
- 法国国道N171线（法语：Route nationale 171），大西洋卢瓦尔省境内全长约53.9公里。
- 法国国道N249线（法语：Route nationale 249），大西洋卢瓦尔省境内全长约24.6公里。
- 法国国道N444线（法语：Route nationale 3444），大西洋卢瓦尔省境内全长约5.8公里。
- 法国国道N844线（法语：Route nationale 844），大西洋卢瓦尔省境内全长约34公里。

### 省道
| 大西洋卢瓦尔省省道列表 |             |                        | |                                    |
| 编号                   | 长度 （km） | 起点 连接线            | 主要途径市镇（斜体字表示该道路距离该市镇政府所在地最近距离超过1公里） | 终点 连接线                        |
| D9                     | 35.6        | 卡尔克富 D178          | 卡尔克富 ↔ 圣马尔迪代塞尔 ↔ 利涅 ↔ 穆泽伊 ↔ 特耶 ↔ 帕讷塞 ↔ 埃德尔河畔瓦隆 | 埃德尔河畔瓦隆 D33                 |
| D13                    | 56.3        | 滨海平原 普雷大街      | 滨海平原 ↔ 波尔尼克 ↔ 雷茨地区拉贝尔讷里 ↔ 雷茨地区莱穆捷 ↔ 雷茨地区新城 ↔ 马什库勒 ↔ 波 ↔ 圣艾蒂安德梅尔莫尔特 ↔ 图瓦                                                                               | （旺代省） D81                     |
| D164                   | 80          | 昂斯尼-圣热雷翁 D23    | 昂斯尼-圣热雷翁 ↔ 库菲/梅桑热 ↔ 穆泽伊 ↔ 利涅 ↔ 莱图什 ↔ 埃里克 ↔ 布兰 ↔ 冈鲁埃/拉加夫尔 ↔ 普莱斯 ↔ 菲格雷阿克 ↔ 阿沃萨克/勒东地区圣尼古拉                                                           | （伊勒-维莱讷省） D177             |
| D178 （北段）          | 64.8        | 卡尔克富 A811          | 卡尔克富 ↔ 埃德尔河畔叙塞/圣马尔斯迪代塞尔 ↔ 小马尔斯 ↔ 埃德尔河畔诺尔 ↔ 莱图什 ↔ 埃德尔河畔茹埃 ↔ 布列塔尼地区拉梅耶赖 ↔ 穆瓦东河 ↔ 埃尔布赖 ↔ 沙托布里扬 ↔ 鲁日/苏当 ↔ 布吕茨河畔努瓦亚勒 ↔ 费尔塞 | （伊勒-维莱讷省） D178             |
| D178 （南段）          | 35          | 莱索里尼耶尔 A83       | 莱索里尼耶尔 ↔ 圣马丹桥 ↔ 拉舍夫罗利耶尔 ↔ 圣菲尔贝德格朗略 ↔ 圣科隆邦 ↔ 洛涅河畔科尔库埃 ↔ 勒热 | （旺代省） D978                    |
| D723 （东段）          | 46.9        | （曼恩-卢瓦尔省） D723 | 蒙特尔莱 ↔ 卢瓦罗克桑斯 ↔ 卢瓦尔河畔韦尔 ↔ 昂斯尼-圣热雷翁 ↔ 乌东 ↔ 库菲 ↔ 勒瑟利耶 ↔ 卢瓦尔河畔莫沃 ↔ 卡尔克富/卢瓦尔河畔图瓦雷/卢瓦尔河畔圣吕斯                                                    | 卡尔克富/卢瓦尔河畔圣吕斯 巴黎公路 |
| D723 （西段）          | 42.2        | 勒泽 戴高乐将军街      | 勒泽 ↔ 布格奈 ↔ 拉蒙塔涅/布兰/圣让德布瓦索 ↔ 雷茨地区谢/勒佩勒兰 ↔ 鲁昂 ↔ 维 ↔ 弗罗赛 ↔ 圣维约 ↔ 潘博夫                                                                                              | 潘博夫 阿勒蒂斯广场                |
| D751                   | 34.4        | 布格奈 D723            | 布格奈 ↔ 布兰 ↔ 布艾 ↔ 圣莱热莱维涅 ↔ 圣佩尔港 ↔ 圣伊莱尔德沙莱翁 ↔ 雷茨地区绍姆 ↔ 波尔尼克 | 波尔尼克 南特街                    |
| D758                   | 23          | 圣佩尔港 波尔尼克街    | 圣佩尔港 ↔ 圣佩扎讷 ↔ 圣伊莱尔德沙莱翁 ↔ 雷茨地区新城 | （旺代省） D758                    |
| D771                   | 37.3        | （曼恩-卢瓦尔省） D771 | 维勒波 ↔ 苏当 ↔ 沙托布里扬 ↔ 埃尔布赖 ↔ 圣欧班代沙托/路易费尔 ↔ 圣樊尚代朗德 ↔ 特尔菲约 ↔ 诺宰 | 诺宰 N137                          |
| D773                   | 32.5        | 栋日 D4                | 栋日 ↔ 贝讷 ↔ 蓬沙托 ↔ 德尔菲阿克 ↔ 圣日尔达代布瓦 ↔ 塞韦拉克 ↔ 菲格雷阿克 | 菲格雷阿克 D164                    |
| 1. 2. 3. 4.            |             |                        | |                                    |